# Ioury Zakharanka
Iouri Zakharenko

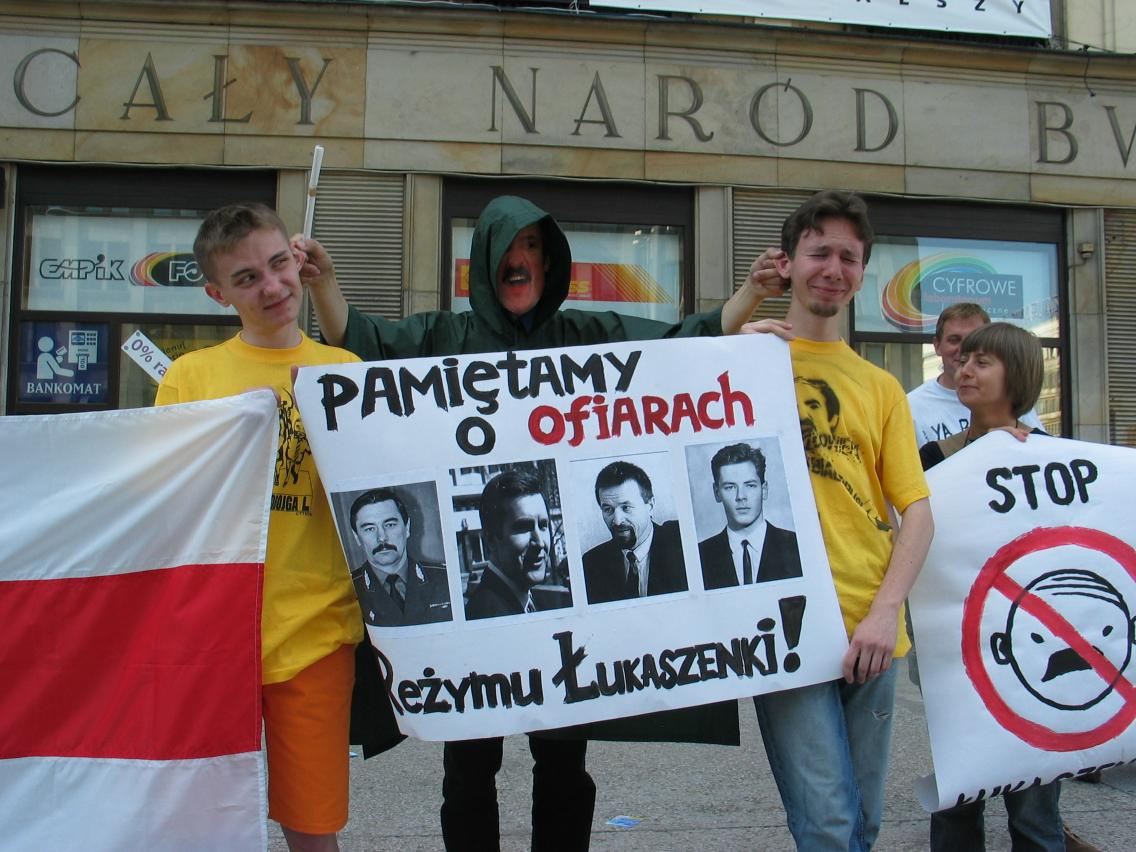
Manifestation en souvenir de Ioury Zakharanka, Viktar Hantchar, et Dmitry Zavadski.

Le général Ioury Zakharanka (en biélorusse : Юры Захаранка, en russe : Юрий Захаренко, Iouri Zakharenko), né le 1er janvier 1952 à Vassilievitchy, dans la voblast de Gomel et disparu le 7 mai 1999, est un homme politique biélorusse, anciennement ministre de l'Intérieur. Opposant au président Alexandre Loukachenko, il a disparu et a probablement été éliminé en mai 1999 (peu après disparaissait également Viktar Hantchar et son compagnon Anatol Krassowski (be) le 16 septembre 1999 ainsi que le journaliste Dmitry Zavadski le 7 juillet 2000).

## Biographie
Ioury Zakharanka est diplômé de l'Académie du ministère de l'Intérieur de l'URSS en 1987 et a atteint le rang de major général. À partir de 1991, il a travaillé dans les organes anticrime de l'URSS et de la Biélorussie. De 1992 à 1996, il était le ministre de l'Intérieur de la république de Biélorussie. Après son renvoi du poste ministériel en octobre 1996, il rejoint le Parti civil uni de Biélorussie. En octobre 1996, Ioury Zakharanka a été élu président de la Commission civile non gouvernementale sur l'enquête sur les crimes du régime.

## Suites de sa disparition
Les membres de l'opposition, les proches des personnes disparues et la communauté internationale soupçonnent Hantchar et Krassowski d'avoir été enlevés pour des raisons politiques.
En septembre 2004, l'Union européenne et les États-Unis interdisent d'entrée sur leur territoire quatre personnalités politiques biélorusses, le ministre de l'Intérieur Vladimir Naoumov (en), le procureur général Viktar Scheimann, le ministre des Sports Iouri Sivakov (ru) et le colonel Dmitri Pavlitchenko (en), soupçonnés d'être impliqués dans la disparition de Zakharanka, Krassowski, Hantchar et Zavadski.
En décembre 2019, la Deutsche Welle a publié un film documentaire dans lequel Iouri Garavski, un ancien membre d'une unité spéciale du ministère biélorusse de l'Intérieur, a confirmé que c'était son unité qui avait arrêté, emmené et assassiné Ioury Zakharanka, Viktar Hantchar et Anatol Krassowski.